# Canal resinífero
Em Botânica, os canais resiníferos são um tipo de tecido secretor que se encontra nas plantas de grande porte. São canais que segregam resinas (substância formada por uma mistura de ácidos resínicos, óleos e álcool) cuja função é proteger ou defender as plantas de ataques de insectos fitófagos ou fungos. São formados pelos espaços intercelulares, limitados pelas células parênquimatosas excretoras de resina (resinógenas),nas quais aquela se acumula.
Os canais resiníferos são bastante abundantes nas coníferas. No género pinus localizam-se no xilema, na zona de transição entre o lenho jovem e o lenho tardio.